# Eduardo Capetillo
Eduardo Capetillo Vasquéz (Cidade do México, 13 de abril de 1970) é um ator e cantor mexicano, seu pai é mexicano e sua mãe espanhola. Pertence à família Capetillo, que têm uma longa tradição de toureiros. Seu meio irmão é o ator Guillermo Capetillo.

## Biografia
Ainda muito jovem, ele participou em diversos cursos de formação com a atriz Martha Zabaleta, e alguns cursos de jazz no centro de formação da Televisa. Sua carreira começou quando ele ganhou o Festival Juguemos a Cantar, que ganhou o segundo lugar com a música Mi grupo toca Rock lançada mas tarde por Orfeón Records.
Em 1986, Eduardo Capetillo se juntou ao grupo Timbiriche, ocupando o cargo de Benny Ibarra. Teve sucesso com o álbumRock Show, que corresponde a gravação do álbum Timbiriche VI, e participou dos bem sucedidos anos no grupo com o álbum Timbiriche VII e VIII, e do álbum Timbiriche lx. Em sua participação no grupo teve algumas músicas sozinho e se tornou muito popular com essas canções, por exemplo : No seas tan cruel, Todo Cambia, Con todos menos conmigo. Estava em uma turnê no México e alguns países latino-americanos. Apresentações do grupo fez com Alix Bauer, Diego Schoening, Mariana Garza, Paulina Rubio, Thalia, Edith Marquez, Erik Rubín e um curto período de tempo com Sasha Sokol e Bibi Gaytán
Em 1989, Capetillo deixou o grupo e começou sua carreira solo e foi substituído por Claudio Bermúdez. Em 1991 vendeu mais de um milhão de cópias do álbum de cinco músicas, trilha sonora da novela Alcanzar una estrella.
Nesse mesmo ano ele lançou seu álbum , Dame Una Noche. Em 1992 como um ator e cantor regressou com outra novela, Baila conmigo, e em seu segundo álbum, Aquí Estoy. Mais tarde, em 1995 lançou um novo álbum , Piel Ajena e uma correira em que o ator-cantor tem uma fórmula  misturado música com as telenovelas.
Participaram na versão teatral de Grease e em espanhol Vasilina, gravado sua primeira telenovela em 1983 Martín Garatuza. Ele se tornou um ídolo no mundo latino com títulos graças a Marimar com Thalia, que foi vista em mais de 150 países, em Canción de amor, Camila e El secreto, no qual ele e Yadhira Carrillo foram os únicos atores mexicanos de um cast em castellano.
Sem dúvida graças à novela El secreto, Eduardo Capetillo gravou o álbum com Horus-Muxxic, em vários estúdios do México e da Espanha, e com uma produção dirigida por seu cunhado Chacho Gaytan. Em 2003 interpretou uma das músicas da telenovela Bajo la misma piel.
Também participou de algumas novelas infantis, como ¡Vivan los niños! e Amy, la niña de la mochila azul.
Em 2009 protagoniza junto com Litzy a novela Pecadora, uma produção da Venevisión.
Em 2010 regressa ao México e integra o elenco da novela Soy tu dueña. Esta foi a última novela do ator na Televisa.
Em 2012 se transfere para a Tv Azteca para ser protagonista da novela La otra cara del Alma ao lado de Gabriela Spanic e Michelle Vieth.

## Telenovelas
- Gloria Trevi: Ellas soy yo (2023) ... Armando Gómez
- La otra cara del Alma (2012-2013)... Roberto Monteagudo
- Soy tu dueña (2010) ... Horacio
- Pecadora (2009) ... Bruno Alcocer / Bernnie Alcocer
- En nombre del amor (2008) ... Javier Espinosa de los Monteros
- Fuego en la sangre (2008) ... Pedro Reyes
- La Madrasta (2005) ... Leonel Ibáñez
- Peregrina (2005) ... Rodolfo Alcocer/ Anibal Alcocer
- Amy, la niña de la mochila azul (2004) ... Octavio Betancourt
- ¡Vivan los niños! (2002) ... Emiliano Leal
- El secreto (2001) ... Fernando Salazar
- Camila (1998) ... Miguel Gutiérrez
- Canción de amor (1996) ... Renzo
- Marimar (1994) ... Sergio Santibañez
- Baila conmigo (1992) ... Eddy
- Alcanzar una estrella II (1991) ... Eduardo Casablanca
- Alcanzar una estrella (1990) ... Eduardo Casablanca
- Morir para vivir (1989) .... Víctor
- Martín Garatuza (1986) ...  Román Garatuza

## Cinema
- Cementerio del terror (1985) ... Tonny

## Vida pessoal
Se casou com a atriz e cantora Bibi Gaytán, sua antiga companheira de Timbiriche, no dia 5 de julho de 1994. O casal tem 5 filhos: Eduardo (1994), Ana Paula (1997), Alejandra (1999) e os gêmeos Manuel e Daniel, nascidos em 20 de junho de 2014.